# Arik Air
Arik Air is een luchtvaartmaatschappij uit Nigeria. Het is de grootste luchtvaartmaatschappij van West-Afrika.

## Vloot
De vloot van Arik Air op 20 april 2016:
- Airbus A330-200: 2 (2 defect)
- Airbus A340-500: 1 (1 defect)
- Boeing 737-700: 9 (5 defect
- Boeing 737-800: 4 (3 defect)
- Bombardier CRJ900: 4 (3 defect)
- Bombardier CRJ1000: 1 (1 defect)
- Bombardier Q400: 4 (2 defect)
- Hawker 800: 1 (1 defect)

Daarmee komt de totale vloot op 26 vliegtuigen. Alle lopende bestellingen zijn gecanceld.
Ivm de huidige financiële status, zijn maar 8 vliegtuigen operationeel!

## Bestemmingen
Arik Air vliegt op de volgende bestemmingen:
- Abuja - Nigeria
- Accra - Ghana
- Akure - Nigeria
- Asaba - Nigeria
- Banjul - Gambia
- Benin City - Nigeria
- Calabar - Nigeria
- Cotonou - Benin
- Dakar - Senegal
- Douala - Kameroen
- Enugu - Nigeria
- Freetown - Sierra Leone
- Gombe - Nigeria
- Ibadan - Nigeria
- Ilorin - Nigeria
- Jos - Nigeria
- Kaduna - Nigeria
- Kano - Nigeria
- Katsina - Nigeria
- Lagos - Nigeria
- Luanda - Angola
- Maradi - Niger
- Monrovia - Liberia
- Owerri - Nigeria
- Port Harcourt - Nigeria
- Sokoto - Nigeria
- Uyo - Nigeria
- Wari - Nigeria
- Yola - Nigeria

## Incidenten
Op 31 maart 2010 werd een Boeing 737-700 op Calabar door een Audi geramd. Het toestel stond op de parkeerplaats. De bestuurder werd gearresteerd en afgevoerd.

## Huidige status
Arik Air bevindt zich in zwaar weer. In februari 2017 heeft AMCON het beheer van Arik Air overgenomen vanwege opstaande schulden. In de maanden na deze gedwongen overname, zijn er nog geen verbeteringen gemaakt.